# Кэткарт, Джордж, 5-й граф Кэткарт
Джордж Кэткарт, 5-й граф Кэткарт (англ. George Cathcart, 5th Earl Cathcart; 26 июня 1862 — 19 ноября 1927) — британский пэр и офицер. Он носил титул учтивости — лорд Гринок с 1905 по 1911 год.

## Ранняя жизнь
Джордж Кэткарт родился 26 июня 1862 года. Третий сын Алана Кэткарта, 3-го графа Кэткарта (1828—1905), и Элизабет Мэри Кромптон (1831—1902). Двумя его старшими братьями были Алан Кэткарт, 4-й граф Кэткарт, и достопочтенный лейтенант Чарльз Кэткарт (оба умерли неженатыми). Его младшими братьями были капитан достопочтенный Реджинальд Кэткарт (который участвовал во Второй англо-бурской войне и был убит при освобождении Ледисмита в Южной Африке) и достопочтенный Арчибальд Кэткарт. Среди его сестер были леди Сесилия Кэткарт (жена капитана Эдварда Темпла Роуза), леди Ида Кэткарт (жена сэра Томаса Хэра, 1-го баронета), леди Мэрион Кэткарт, леди Эмили Кэткарт и леди Ева Кэткарт.
Его мать Элизабет была старшей дочерью и наследницей сэра Сэмюэля Кромптона, 1-го баронета. Его дедушкой и бабушкой по отцовской линии были бывшая Генриетта Мэзер (вторая дочь Томаса Мэзера) и Чарльз Кэткарт, 2-й граф Кэткарт, генерал британской армии, который стал генерал-губернатором провинции Канада и был главнокомандующим в Шотландии и Северной Америке.

## Карьера
После смерти своего старшего брата Алана Кэткарта 2 сентября 1911 года он унаследовал графство Кэткарт.
Джордж Кэткарт был лейтенантом 4-го батальона Йоркширского полка (Александры, принцессы Уэльской).

## Личная жизнь
6 января 1919 года 56-летний лорд Кэткарт женился на Вере Эстель (урождённой Фрейзер) Уортер (1892—1993) в церкви Святой Троицы в Челси, Лондон. Вера, вдова капитана Генри де Грея Уортера из Крумола в Шропшире (который погиб в битве на Сомме во Франции), была дочерью Джона Фрейзера из Кейптауна, Южная Африка. «Она была на тридцать с лишним лет моложе его, и их брак почти с самого начала оказался ошибкой. В 1921 году граф Кэткарт объявил, что больше не будет нести ответственность за ее долги, а в следующем году он добился развода, обвинив её в связи с графом Крейвеном». До развода в 1922 году у них был один сын:
- Алан Кэткарт, 6-й граф Кэткарт (22 августа 1919 — 15 июня 1999), женатый дважды, в том числе на Мэри Кэткарт, графине Кэткарт[1].

Лорд Кэткарт умер в лондонском доме престарелых 19 ноября 1927 года после операции, и ему наследовал его сын Алан. После его смерти 30 сентября 1930 года леди Кэткарт вышла замуж за богатого судоходного магната, сэра Роуленда Ходжа, 1-го баронета (1859—1950).